# Kościół św. Urszuli w Hürth
Kościół św. Urszuli w Hürth (niem. Sankt Ursula (Hürth), St. Ursula in Hürth-Kalscheuren) – budynek byłego kościoła, od 1993 mający status zabytku chronionego prawem, położony w Hürth w dzielnicy Kalscheuren przy Hans-Böckler-Straße 170 (Nadrenia Północna-Westfalia), należący w latach 1956–2006 do archidiecezji kolońskiej Kościoła rzymskokatolickiego w Niemczech. Zbudowany w latach 1954–1956 według planów architekta Gottfrieda Böhma, syna Dominikusa Böhma należy do najwybitniejszych budowli sakralnych wzniesionych w okresie powojennym na terenie Nadrenii. Jego zachowane w całości artystyczne wyposażenie ma wartość zabytkową i stanowi odzwierciedlenie zmian jakie nastąpiły w kościele katolickim po Soborze watykańskim II. W 2006 zdesakralizowany i sprzedany. Od 2010 roku pod nazwą Böhm Chapell wykorzystywany jako galeria sztuki przez polskiego kolekcjonera i marszanda Rafała Jabłonkę.

## Historia
W krajobrazie budowli sakralnych Nadrenii szczególne miejsce zajmuje obszar wokół Kolonii, na którym znajdują się budowle sakralne ze wszystkich stuleci, począwszy od okresu wczesnochrześcijańskiego, poprzez budowle okresu karolińskiego, romańskiego, epokę katedr gotyckich, baroku aż po czasy historyzmu. Pejzaż architektoniczny dopełniają budowle XX-wieczne (z lat 20. i 30.) jak również te wzniesione po II wojnie światowej. 
Poprzednikiem kościoła była konsekrowana 13 września 1925 roku kaplica św. Urszuli. W styczniu 1943 roku częściowo spłonęła. Pierwsze projekty przyszłego kościoła wykonał jeszcze w latach 20. Dominikus Böhm.
4 grudnia 1953 roku arcybiskup Kolonii, kardynał Frings powołał do życia nową, samodzielną wspólnotę parafialną Rektoratspfarrei St. Ursula.
27 czerwca 1954 roku położono kamień węgielny pod budowę kościoła. Projekt wykonał syn Dominikusa Böhma, Gottfried. Wykorzystał on przy tym jeden z projektów ojca. 12 lipca tego samego roku Dominikus Böhm w piśmie do proboszcza parafii stwierdził, iż to jego syn, Gottfried jest twórcą projektu kościoła. W 1956 roku wzniesiono kampanilę a 24 czerwca tego samego miała miejsce konsekracja kościoła. W 1967 roku w kampanili zamontowano carillon. W latach 1969–1974 miała miejsce renowacja kościoła. 

Plakietka informująca o zabytkowym statusie budowli

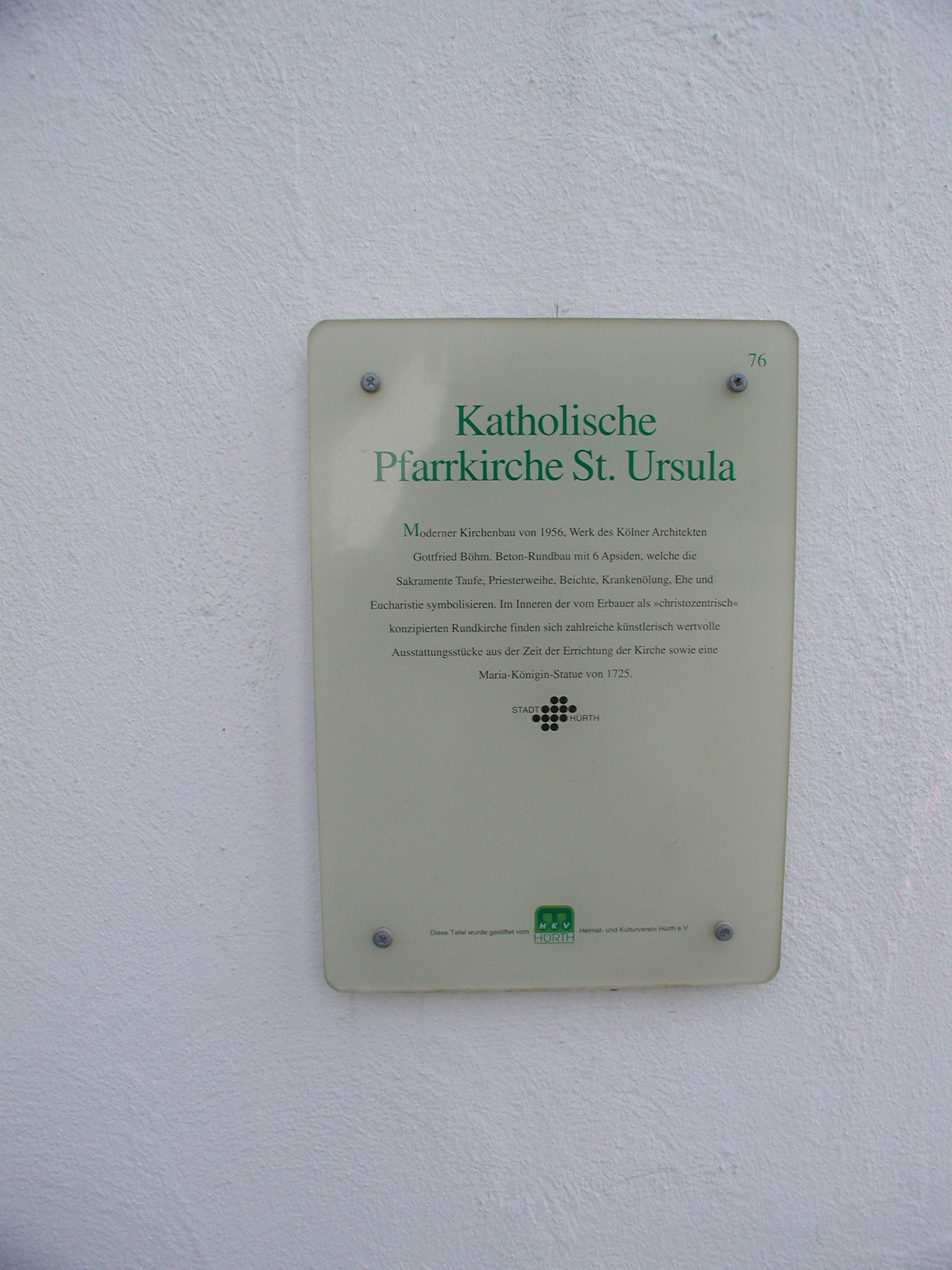
Informacja o zabytkowym statusie kościoła św. Urszuli

## Kościół św. Urszuli zabytkiem architektury
5 marca 1993 roku kościół św. Urszuli został na mocy niem. ustawy o Ochronie Zabytków (Denkmalschutzgesetz) z 11 marca 1980 roku wpisany na listę zabytków architektury. W uzasadnieniu decyzji stwierdzono, iż budowla na planie centralnym z kaplicami urządzonymi w niszach należy do wybitnych dziel działającego w okresie powojennym architekta Gottfrieda Böhma. Klarowny język architektoniczny w powiązaniu z centralnym założeniem oraz konsekwentne zastosowanie betonu jako materiału konstrukcyjnego i wielkopowierzchniowych szklanych płyt nadają budowli architektoniczno-historyczne znaczenie dla Nadrenii. Podkreślono znaczenie budowli w miejskim krajobrazie architektonicznym w okresie odbudowy po zniszczeniach wojennych. Do wartości artystycznych świątyni zaliczono też jej wyposażenie, dzieło Elmara Hillebranda.

## Architektura
Kościół św. Urszuli został zaprojektowany jako budowla na planie centralnym, okrągła, z sześcioma półokrągłymi apsydami, z których dwie większe usytuowane zostały po przeciwległych stronach osi północ-południe, a cztery mniejsze, w kształcie konch, umieszczono parami po obu stronach tejże osi. Architekt wykorzystał tu zmodyfikowany projekt ojca, „Auferstehung”. W jednej z większych apsyd został ulokowany ołtarz, a w drugiej, przeciwległej – empora organowa wraz z miejscem dla chóru śpiewaków. W bocznych kaplicach umieszczono ołtarze boczne, kaplicę spowiedzi i zakrystię. Całość przesklepiono paraboidalnym, betonowym dachem. 16 lutego 1954 roku architekt zmodyfikował swój plan, w którym wszystkie apsydy były jednakowej wielkości. Okrągła kopuła na zewnątrz podtrzymywana jest przez 14 filarów symbolizujących Jezusa, Maryję i 12 apostołów. Na stojącej obok kościoła kampanili zainstalowano 5-dzwonowy carillon, którego dzwony dedykowano 4 archaniołom: Michałowi, Gabrielowi, Rafałowi, Urielowi i Aniołowi Stróżowi.

## Dzieje kościoła po roku 2000. Zmiana przeznaczenia
1 stycznia 2003 roku, na mocy programu oszczędnościowego archidiecezji kolońskiej „Zukunft heute” nastąpiło połączenie parafii św. Urszuli, św, Józefa i św. Seweryna w jedną, większą parafię św. Józefa, św. Seweryna i św. Urszuli. Głównym kościołem nowej parafii został kościół św. Seweryna, a 2 pozostałe otrzymały status kościołów filialnych. 
Malejąca liczba wiernych uczestniczących w praktykach religijnych i pogarszająca się tym samym sytuacja finansowa spowodowała jednak konieczność zamknięcia kościoła św. Urszuli. W czwartek 29 czerwca 2006 roku, w 50. rocznicę zbudowania, odbyło się ostatnie w historii kościoła nabożeństwo, w którym wzięło udział ponad 200 wiernych. Część wiernych protestowała przeciwko zamknięciu przed kościołem. Po nabożeństwie odbyła się desakralizacja kościoła. Ok. 19:40 jego dzwony zabrzmiały po raz ostatni, podczas gdy prałat Hans-Josef Radermacher zgasił przy ołtarzu wieczne światło. Następnie wysłannik arcybiskupa wyniósł hostię i relikwie z opuszczonego Kościoła. Wielu wiernych towarzyszyło Najświętszemu Sakramentowi w drodze do kościoła św. Seweryna w dzielnicy Hermülheim. 
W 2008 były kościół został zaoferowany do sprzedaży przedsiębiorcy budowlanemu Berndowi Reiterowi. Zamierzał on w byłym kościele urządzić sale wystawową i koncertową. Później jednak wystawił on budynek na sprzedaż.
W 2010 roku budynek byłego kościoła św. Urszuli kupili polski marszand i kolekcjoner Rafał Jabłonka i jego żona Teresa. Budynek został następnie odrestaurowany i otrzymał nowy carillon odlany w ludwisarni Grossmayr. Muzykę na carillon napisał Philip Glass. Projekt przyległego ogrodu wykonał Piet Blanckaert. Odnowiony budynek otrzymał nazwę Böhm Chapell i został przeznaczony do prezentacji sztuki współczesnej. 21 listopada 2010 roku został otwarty dla publiczności. Böhm Chapell stał się również częścią kolekcji Rafała Jabłonki, który otworzył swoją pierwszą galerię w Kolonii w 1988 roku. Na inauguracyjnej wystawie w każdej z pięciu nisz między wielkimi oknami zawiesił on po jednej z prac nowojorskiego artysty Terry Wintersa. Artyści, których prace Jabłonka prezentuje, to między innymi Francesco Clemente, Eric Fischl, Mike Kelley, Nobuyoshi Araki, Andy Warhol, Miquel Barceló, David LaChapelle, Sherrie Levine, Andreas Slominski, Philip Taaffe. Jabłonka specjalizuje się głównie w sztuce amerykańskiej, ponieważ, jak twierdzi, zna się na niej najlepiej.